# Copestylum parina
Copestylum parina är en tvåvingeart som först beskrevs av Fluke 1951.  Copestylum parina ingår i släktet Copestylum och familjen blomflugor. Inga underarter finns listade i Catalogue of Life.